# Mojmir I. Moravski
Mojmir I. (češko in slovaško Mojmír I., latinsko Moimarus) je bil prvi znani vladar/knez,  ki je vladal od 820. ali 830. let do leta 846. Sodobno zgodovinopisje pripisuje ustanovitev zgodnjesrednjeveške države, znane kot Velikomoravska, njemu ali ekspanzionistični politiki njegovih naslednikov. Leta 846 ga je odstavil vzhodnofrankovski kralj Ludvik Nemški.

## Ozadje
Od 570. let so na velikem ozemlju od vzhodnih Karpatov do vzhodnih Alp v srednji Evropi prevladovali Avari. Lokalna slovanska plemena so bila dolžna plačevati davek njihovim vladarjem, vendar so se v začetku 7. stoletja začela upirati. Prvi, ki so odvrgli avarski jarem, so bili naseljenci na območju današnjega Dunaja v  letih 623–624. Vodil jih je frankovski trgovec Samo in vladal najmanj 35 let. Ko je med letoma 658 in 669 umrl, je njegova kneževina propadla in brez sledu izginila.
Še poldrugo stoletje je minilo, preden je med letoma 792 in 796 Karel Veliki, vladar Frankovskega cesarstva, dokončno premagal Avare. Kmalu zatem  je v  porečju srednje Donave nastala vrsta slovanskih kneževin. Med njimi se je Moravska kneževina prvič pojavila leta 822, ko so Moravci, po pisanju Letopisov Frankovskega kraljestva, prinesli davek cesarju Ludviku Pobožnemu, sinu Karla Velikega. 

## Vladanje
Mojmir I. se je na Moravskem pojavil v 820. letih. Ali je bil on tisti, ki je združil lokalna slovanska plemena v večjo politično enoto, ali pa je postal pomemben le zaradi hitro spreminjajočih se političnih razmer, ni znano. Ne glede na to, je imel predhodnike, kar kaže pismo, ki so ga bavarski škofje napisali papežu okoli leta 900.
Zamisel, da je bil Mojmir I. krščen med letoma 818 in 824, temelji na posrednih dokazih, in sicer na datiranju krščanske cerkve v Mikulčicah na Češkem v prvo četrtino 9. stoletja. Čeprav je ta ideja še vedno predmet znanstvenih razprav, je Zgodovina passauskih škofov  zabeležila množični krst Moravcev leta 831, ki ga je izvedel škof Reginhar iz Passaua. Pogansko svetišče v Mikulčicah je neprekinjeno delovalo vse do sredine 9. stoletja.
Meje moravske države pod Mojmirjem I. niso natančno znane, Moravci pa so se v 830. letih zagotovo širili. Do takrat, ko je bil nekje med letoma 844 in 862 sestavljen dokument, znan kot Katalog trdnjav in regij severno od Donave, so Moravci tam imeli že enajst trdnjav. Podobno zgodovinsko delo Spreobrnjenje Bavarcev in Karantancev, napisano leta 870, pripoveduje, da je okrog leta 833 lokalnega slovanskega vladarja Pribino "Mojmir, knez Moravcev, pregnal čez Donavo". Pribina je bil bodisi knez neke druge slovanske kneževine bodisi eden od uporniških Mojmirjevih podložnikov. Sodobni zgodovinarji, čeprav ne enotno, pripisujejo Pribini ozemlje "Nitrava ultra Donubium", se pravi okoli sodobne Nitre na Slovaškem.

## Zadnja leta
Mojmir I. je v 840. letih izkoristil državljansko vojno v Karolinškem cesarstvu kot priložnost za upor in osvoboditev izpod frankovske oblasti. Postal je resna grožnja Ludviku Nemškemu, vladarju Vzhodnofrankovskega kraljestva. Franki so sredi avgusta 846 vdrli na Moravsko, in naleteli na šibak odpor in Mojmirja I. vrgli s prestola. Zdi se, da je pobegnil ali bil med pohodom ubit. Za novega vazalnega vladarja Moravske je bil imenovan njegov sorodnik Rastislav.

## Opomba
1. ↑  Starocerkvenoslovanski viri omenjajo mojmiridske vladarje Moravske dosledno z naslovom "кнѧзь" oziroma "княз" (knez), kar je parafrazirano tudi z arabsko besedo "k.náz". Grški viri prevajajo naslov knez dosledno z "ἄρχων" (arhon), medtem ko je naslov v latinskih virih nedosleden. Prevladujoča naziva sta "dux" in "rex", redkeje "regulus", "princeps" in edinstveni "comes". Na kakšen način se naslov knez nanaša na sodobne nazive, kot so knez, vojvoda ali kralj, je stvar znanstvenih razprav. V preddržavni dobi so imela zahodna slovanska plemena redno več kot enega vladarja, v nasprotju z Moravsko po Mojmirju I.[1]